# Elfpunkt-Marienkäfer
Der Elfpunkt-Marienkäfer (Coccinella undecimpunctata) ist ein Käfer aus der Familie der Marienkäfer (Coccinellidae).

## Merkmale
Die Käfer werden etwa vier bis fünf Millimeter lang. Sie haben einen schwarzen Körper mit orangen bis roten Deckflügeln, die 7 bis 11 schwarze Punkte aufweisen. Es kommt selten vor, dass die Punkte ineinanderfließen oder dass sie ein dünner gelber Ring umgibt. Der Halsschild ist wie die Unterseite schwarz, ist aber an den vorderen Ecken weiß gefärbt. Außerdem befinden sich am Kopf zwischen den Augen, diese berührend, zwei kleine weiße Flecke.

## Verbreitung
Die Käferart kam ursprünglich nur in der Paläarktis vor. In Europa ist sie weit verbreitet. Ihr Vorkommen reicht bis nach Skandinavien sowie bis nach Island. In Nordamerika wurde sie erstmals 1912 in Massachusetts nachgewiesen. Sie hat sich im Nordosten Nordamerikas von Ohio bis Neufundland sowie im Nordwesten von Oregon bis British Columbia etabliert. Außerdem kommt die Art in Nordafrika, auf den Azoren und im Nahen Osten vor. In Neuseeland wurde die Art vermutlich zur Biologischen Schädlingsbekämpfung eingeführt und ist dort mittlerweile weit verbreitet.

## Lebensweise
Die Käferart kommt häufig im Dünengebiet der Meeresküsten sowie im Binnenland in Flussauen vor. Typische Habitate der halophilen Art sind Feldraine und Ruderalflächen sowie trockene Waldränder. Die Käfer findet man häufig an krautigen Pflanzen und Gräsern wie Gewöhnlichem Strandhafer oder Purpur-Weide.
Wie die meisten Marienkäfer-Arten ernähren sich die Käfer und Larven der Elfpunkt-Marienkäfer von Blattläusen. Hier wird Pulvinaria floccifera aus der Familie der Napfschildläuse genannt.
Die Weibchen legen ihre Eier in kleinen Mengen an Blättern ab, meist in der Nähe von Blattlaus-Kolonien. Die Larven durchlaufen vier Stadien, zwischen denen sie sich häuten. Schließlich verpuppen sie sich. Die Dauer der einzelnen Entwicklungsphasen ist Temperatur-abhängig und ist bei höheren Temperaturen kürzer. Die Käferart bildet gewöhnlich mindestens zwei Generationen pro Jahr aus. Die ausgewachsenen Käfer überwintern meist in größeren Gruppen.
Als ein bedeutender Parasitoid der Marienkäferart wird die Marienkäfer-Brackwespe (Dinocampus coccinellae) genannt.

## Taxonomie
In der Literatur finden sich folgende Synonyme:
- Spilota undecimpunctata
- Coccinella novaezealandiae Colenso, 1888

Ferner werden mehrere Unterarten unterschieden:
- Coccinella undecimpunctata aegyptiaca Reiche, 1861
- Coccinella undecimpunctata boreolitoralis Donisthorpe, 1918
- Coccinella undecimpunctata menetriesi Mulsant, 1850
- Coccinella undecimpunctata tripunctata Linnaeus, 1758
- Coccinella undecimpunctata undecimpunctata Linnaeus, 1758